# تیوریف
تیوریف (به اوکراینی: Тиврів) یک سکونتگاه شهری در استان وینیتسیا، اوکراین است. از نظر جغرافیایی در شرق پودولیا در ساحل بوگ جنوبی در جنوب شرقی وینیتسیا قرار دارد. این مرکز اداری منطقهٔ شهرستان تیوریف (بخش) است. جمعیت: ۳/۹۰۹ (تخمین سال ۲۰۲۱ میلادی)